# Pablo Blanco
Pablo José Blanco (Siviglia, 15 dicembre 1951) è un ex calciatore e dirigente sportivo spagnolo.
Blanco nel corso della sua carriera ha sempre militato nel Siviglia, detenendo con 415 partite giocate, il record di presenze del club fino al 16 dicembre 2017, quando fu superato da Jesús Navas.

## Biografia
Blanco entrò a far parte delle giovanili del Siviglia a 15 anni, delle riserve a 18, mentre il suo debutto nella Liga avvenne il 5 marzo 1972, nella gara giocata contro lo Sporting Gijón.
In seguito alla retrocessione del club, disputò tre campionati di Segunda Division. Nel 1975 ritornò a giocare in Liga, in cui segnò il suo primo gol il 22 gennaio 1978, contro l'Español. Debuttò in una competizione europea il 15 settembre 1982, nella vittoria casalinga per 3-1 contro il Levski Sofia, collezionando in carriera 20 presenze nelle competizioni europee.

Si ritirò dal calcio giocato nel 1984 a 32 anni. Dopo il ritiro è stato coordinatore del settore giovanile del club andaluso.